# Karl von Rosenkampff

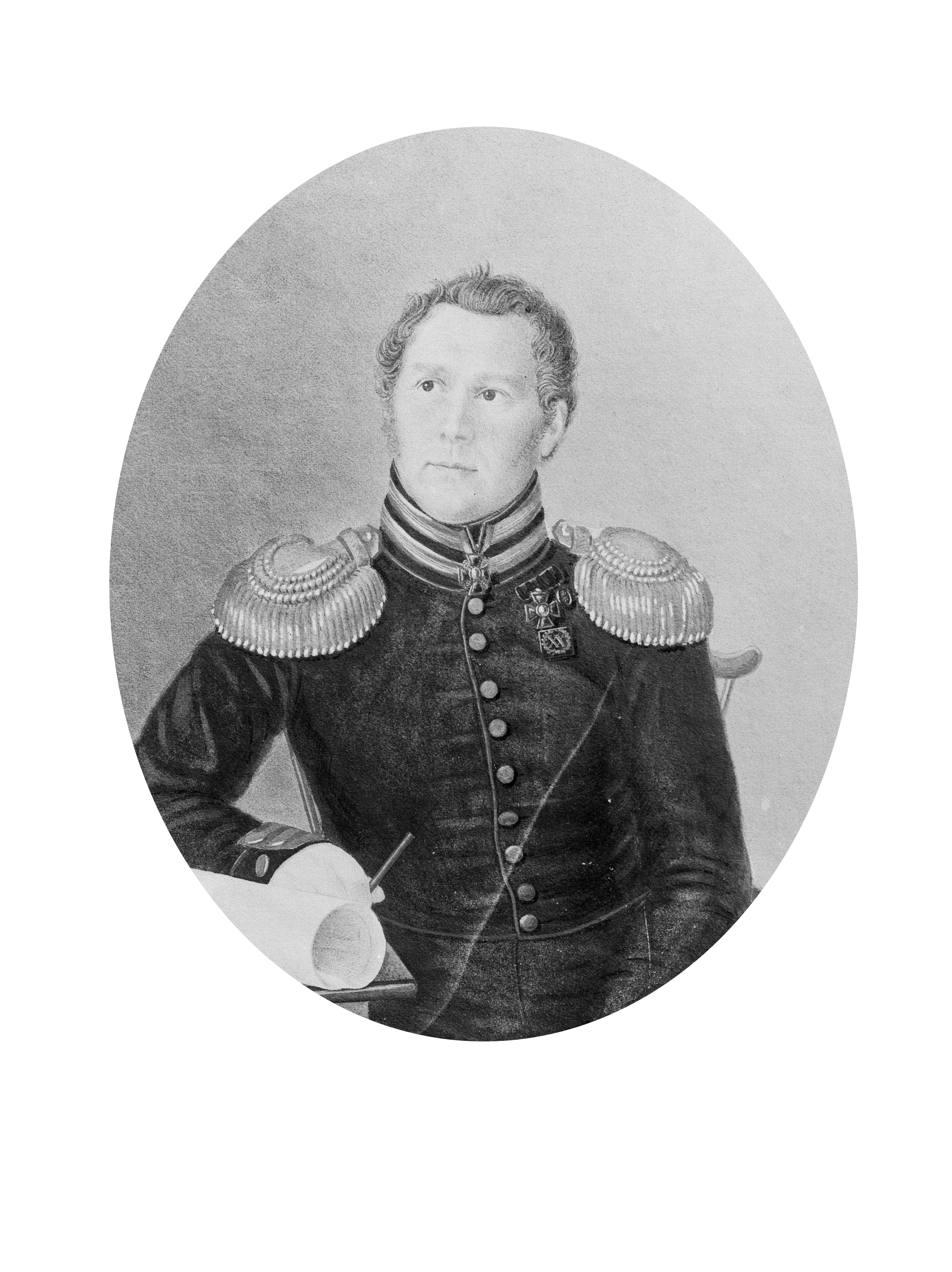
Freiherr Karl von Rosenkampff (Arvid von Cederwaldin 1833)

Karl von Rosenkampff (russisch Карл Андреевич Розенкампф; * 17. Oktober 1793 in Laiuse, Gouvernement Estland; † 17. September 1846 in Helsinki, Großfürstentum Finnland, beigesetzt in Kamppi) war ein finnisch-russischer Ingenieur für Wasserstraßen und Strömungsmechanik. Er stammte aus dem deutsch-baltischen Adelsgeschlecht Riesenkampff genannt Rehekampff. Er erhielt mehrere hohe russische Auszeichnungen, war Ingenieur-General und Leiter der finnischen Ingenieurabteilung für Straßen und Wasserstraßen. In dieser Funktion war er maßgebend an der Planung und dem späteren Bau des Saimaa-Kanals beteiligt.

## Leben
Karl v. R. begann 1810 seine Ingenieurausbildung im Institut für Ingenieurwissenschaften und trat in das Ingenieurkorps der kaiserlich-russischen Armee ein. Von 1811 bis 1814 studierte er an der Straßen- und Wasserverkehrsschule des russischen Ingenieur- und Bauingenieurinstituts. Sein Lehrer war der Gründer der ersten Technischen Universität in Russland Agustín de Betancourt. Unter gleichzeitiger Beförderung zum Leutnant schloss er 1814 sein Bauingenieurstudium ab und wurde zur Instandhaltung und Pflege von Kanälen entlang der Südostküste des Saimaa abgeordnet. Gemeinsam mit seinem Onkel Gustav Adolph von Rosenkampff wurde er 1817 in den finnischen Freiherrenstand erhoben. Im Jahr 1819 wurde er zum Ingenieur-Kapitän befördert und von 1824 bis 1825 erhielt er den Planungsauftrag für eine Wasserstraße vom Ladogasee, entlang des Flusses Vuoksi und durch den Saimaasee, der jedoch aus Finanzgründen zurückgestellt wurde. 1827 wurde Rosenkampff zum Leiter der finnischen Ingenieurabteilung für Straßen und Wasserstraßen ernannt, welches er bis 1846 ausüben sollte. Zwischenzeitlich wurde er 1832 zum Oberst befördert. 1835 wurde der Bau des Saimaa-Kanals erneut aufgegriffen, da man sich von diesem Bauwerk nicht nur militärische, sondern auch wirtschaftliche und ökologische Vorteile versprach. Durch seine langjährigen Erfahrungen erlangte Rosenkampff in der finnischen Bevölkerung und bei den Landwirten einen guten Ruf und den Beinamen „Baron der Kanäle“ oder „Stromschnellenbaron“. 1842 wurde er zum Generalmajor ernannt. Die Familie ist in Finnland 1927 im männlichen Stamm ausgestorben.

## Militärischer Wasserstraßenbau in Finnland

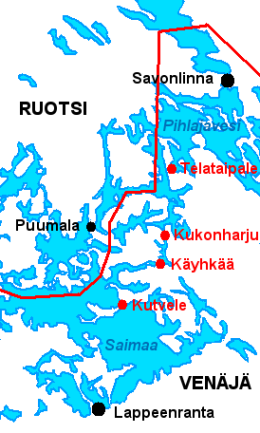
Vier kleine Wasserstraßen in Finnland

Nach 1806 begann unter der Führung des russischen Zarenreiches der Umbau Altfinnlands, aus ihm wurde das Großherzogtum Finnland. Der Kommandant der russischen Truppen in Finnland war Alexander Wassiljewitsch Suworow, er ließ die russischen Vorposten in Finnland ausbauen und wollte die Wasserstraßen zwischen Schweden und Finnland absichern, hierzu beabsichtigte er die natürlichen Wasserwege zu schiffbaren Wasserstraßen auszubauen. Er plante für die russischen Kriegsschiffe die neuen Wasserstraßen als direkte Zugänge nach Schweden nutzbar zu machen. Hierzu wurden zunächst, von Soldaten und der Bevölkerung, die sogenannten „Vier kleinere Kanäle“ errichtet, dieses waren der: Kutveleen-Kanal, Kyaukhkiai-Kanal, Kukonharyu-Kanal und der Telateipale-Kanal. An der Planung und dem Bau dieser Kanäle war Karl von Rosenkampff in den ersten 12 Jahren seiner Tätigkeit maßgeblich beteiligt. Die vier Kanäle wurden im nach hinein zu einem wirtschaftlichen Erfolg und repräsentieren heute, mit ihren Landschaftsbildern, ein modernes Wasserstraßenkonzept.
Das größte Unternehmen, mit dem Rosenkampff und ab 1849 der schwedische Ingenieur Nils Ericson betraut worden waren, war der Bau des Saimaa-Kanals, der über den Ladogasee, entlang des Vuoksa und durch den Saimaa-See und schließlich bei der Stadt Wyborg einen Zugang zum Finnischen Meerbusen schaffen sollte. Als technische Herausforderung wird der Plan Rosenkampffs bezeichnet, der die Idee entwickelt hatte den Wasserspiegel des Saimaasee abzusenken um durch ihn den Kanalbau voranzutreiben. Dieses riesige Projekt stand unter der Schirmherrschaft und der direkten Förderung der Zaren Alexander I. und Nikolaus I., denn gleichzeitig sollte mit dem Kanalbau die Hochwassergefahr in Sankt Petersburg gemildert, wenn nicht sogar verhindert werden. Aus Kostengründen wurde dieses Wasserstraßenprojekt 1825 zurückgestellt und erst 1835 erneut aufgegriffen und ab 1849, also erst nach dem Tod von Rosenkampffs durchgeführt, er blieb aber der „geistige Vater“ des Kanalbaus in Finnland.

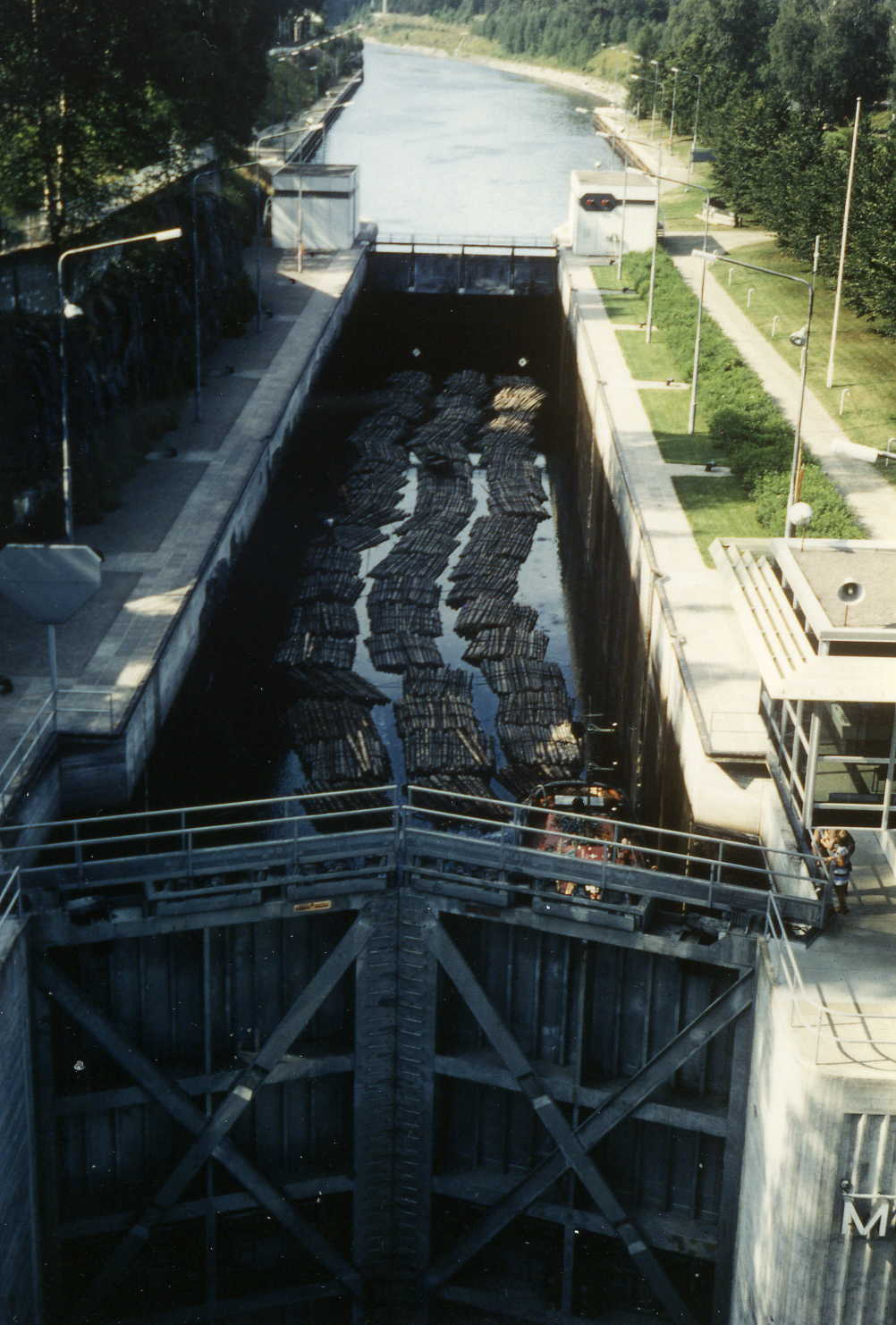
Saimaa-Kanal
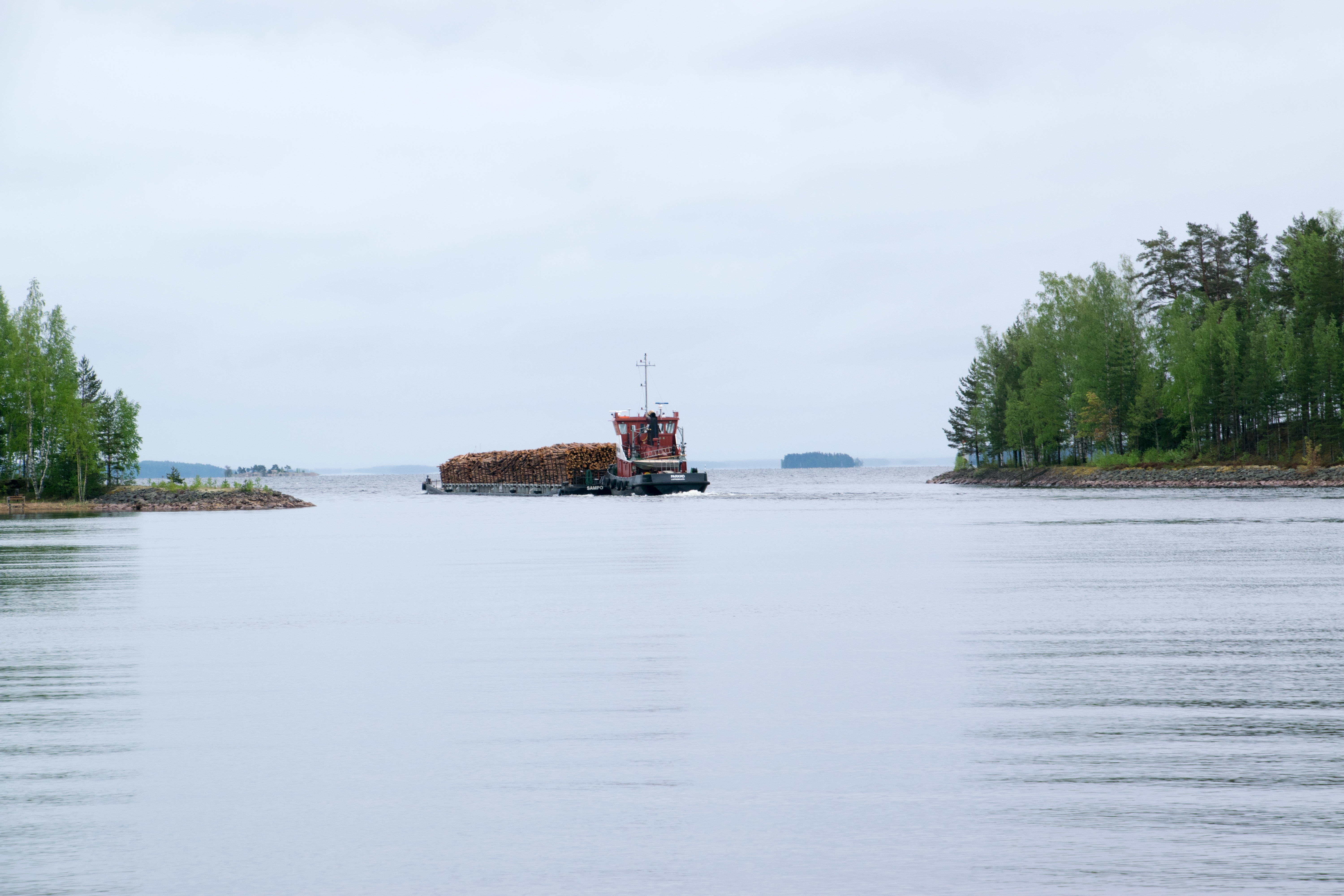
Kutvelee-Kanal
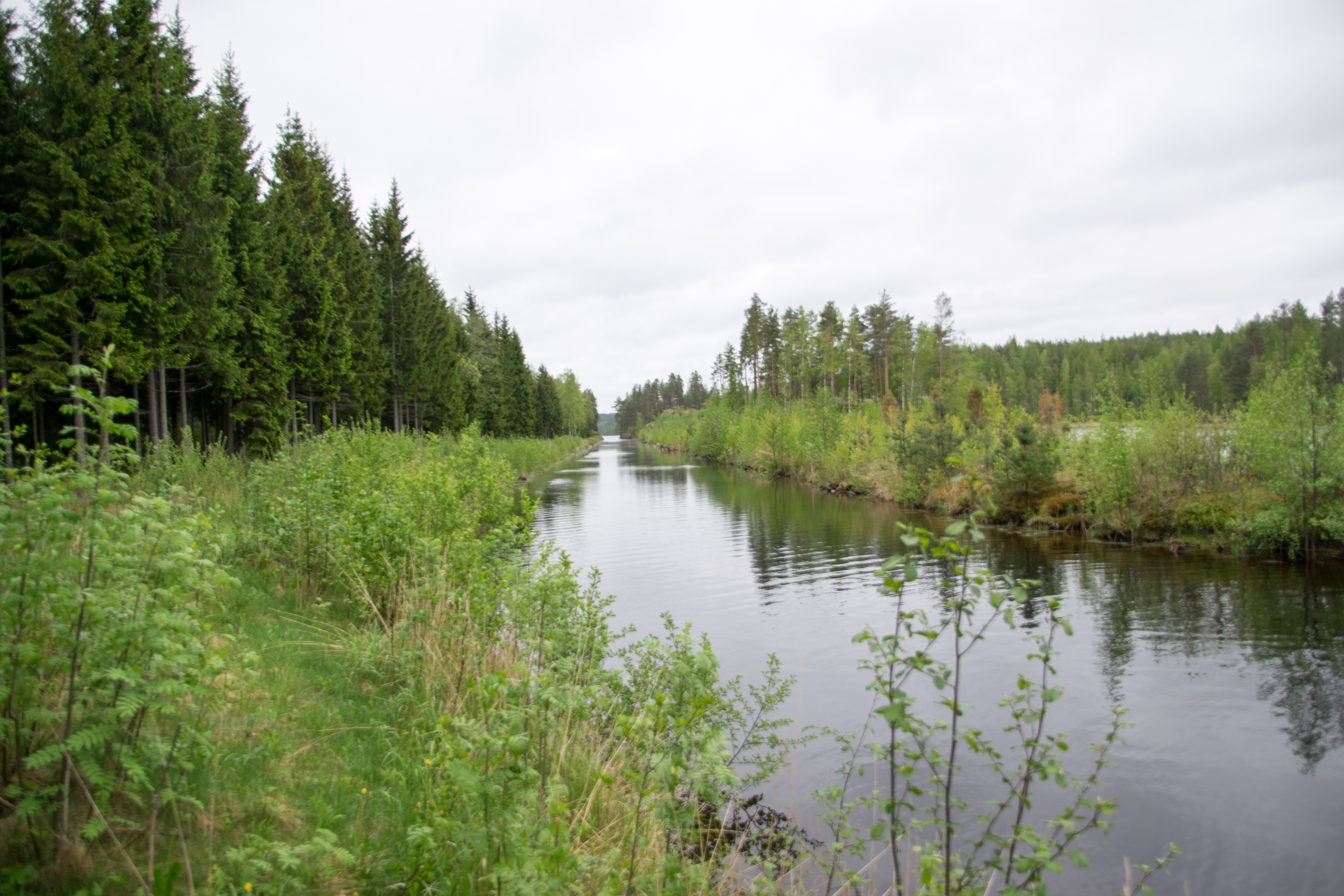
Kukonharjun-Kanal
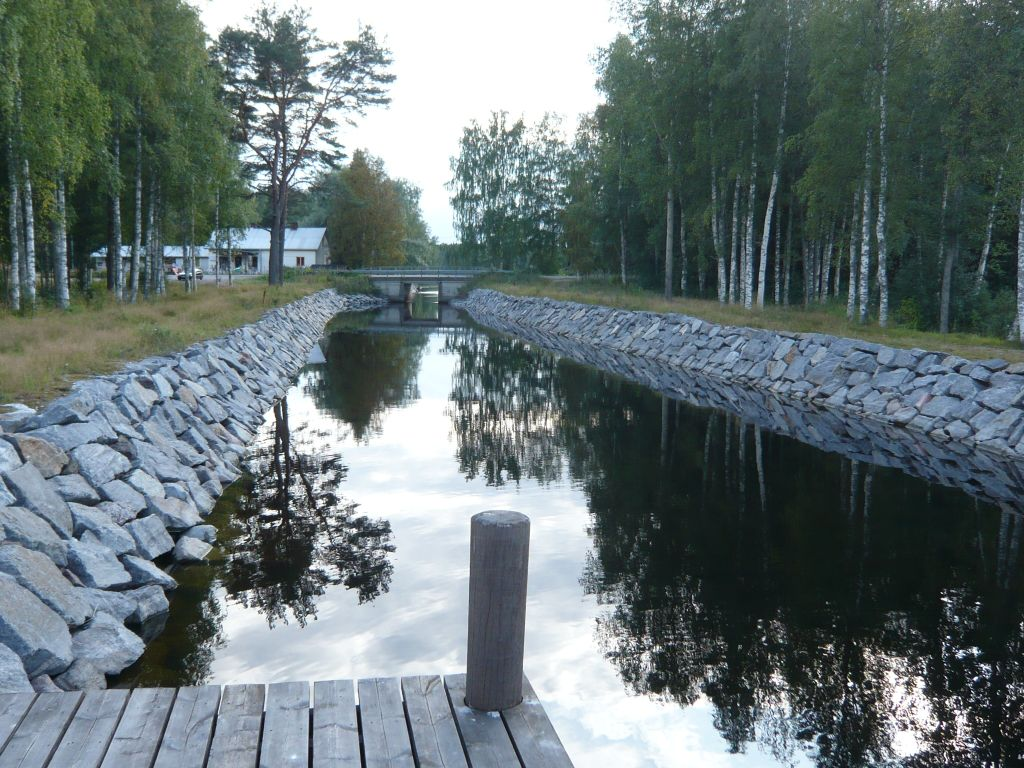
Telataipaleen-Kanal

## Ehrungen und Auszeichnungen
Ihm zu Ehren wurde am Saimaa-Kanal auf der Höhe des Parvila-Tores ein Gedenkstein aufgestellt. In Anerkennung seiner Leistungen wurde er mit den folgenden Orden Ordensdekoration dekoriert:
- 1819 Russischer Orden der Heiligen Anna (3. Klasse)
- 1821 Orden des Heiligen Wladimir (4. Klasse)
- 1825 Russischer Orden der Heiligen Anna (2. Klasse)
- 1834 Russischer Orden der Heiligen Anna (2. Klasse mit Schwertern)
- 1838 Orden des Heiligen Wladimir (3. Klasse)

## Herkunft und Familie

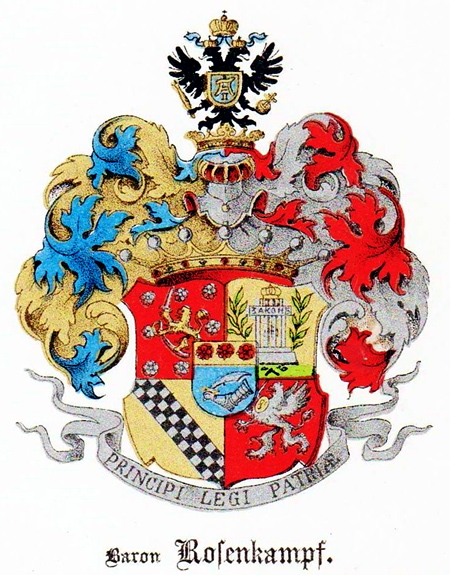
Wappen der finnischen Freiherren Rosenkampff

Karl v. R. stammte aus dem Abstammungszweig Rosenkampff, welches dem deutsch-baltischen Adelsgeschlecht Rehekampff zugehörig ist. Diese Familie war seit Beginn des 16. Jahrhunderts im Baltikum beheimatet.
Sein Vater war der schwedische Major und Kollegienrat Kaspar Heinrich von Rosenkampff (1764–1818), der mit Anna Karolina Louise von Ceumern (1768–1810) verheiratet war. Karl war von 1828 bis 1832 mit Aurora Antonia Hartmann (1803–1832) und von 1834 bis 1846 mit Augusta Johann Turdin (1809–1871) verheiratet. Aus den beiden Ehen gingen als Nachkommen hervor:
- Maria von Rosenkampff (*/† 1829)
- Karl von Rosenkampff (1834–1875), Oberstleutnant
- Olga von Rosenkampff (1836–1837)
- Alexander von Rosenkampff (1838–1882), Oberst
- Maximilian von Rosenkampff (1840–1876), Oberstleutnant
- August von Rosenkampff (1842–1928)
- Aline von Rosenkampff (1844–1887)